# 리처드 스윈번
리처드 그랜빌 스윈번 (Richard Granville Swinburne, 1934년 12월 26일 ~ )은 영국의 철학가이다. 그는 옥스퍼드 대학교의 명예 철학교수이다. 50년 동안 스윈번은 신의 존재에 대한 철학적 논증에 영향력있는 주장자이다. 그의 철학적 공헌들은 종교 철학과 과학철학에 있다.  
그의 유명한 3권의 책 The Coherence of Theism, The Existence of God, 그리고 Faith and Reason에서 많은 논쟁을 불러일으켰다. 1982년 에버딘 대학교에서 1982년부터 1984년까지 기포드 강연을 하였다. 이 강의가 <영혼의 진화>라는 그의 작품이다.

## 신 존재 증명
스윈번은 신 존재를 부인하는 자들에게 전혀 인정되지 않는 전제들을 지닌 것들이라는 사실을 지적한다. 스윈번은 신 존재 증명에 관한 그의 논의에 앞서 먼저 우리가 지닌 설명을 두가지로 구분한다. 그 한 가지는 우리에게 가장 친숙한 '무생적 설명'인데 그의 정의에 의하면 과학적 설명이 여기에 속한다. 그리고 다른 하나는 소위 '인격적 설명'인데 유신론적 설명이 여기에 속한다. 이런 구분을 정의하는 그의 이유는 전자는 우리의 우주 안에서 일어나는 현상들에 대한 자세한 설명을 해주지만 그 현상들이 '왜' 일어나는가를 설명하는 데에는 무용지물에 가까운 반면, 후자는 어떤 인격체가 지닌 의도라는 견지에서 그 '왜'를 설명해 줄 수 있다는 믿음 때문이다. 또 그는 하나의 설명이 진리인가의 여부에 가장 큰 영향을 미치는 것은 그 설명이 지닌 단순성임을 강조하며 유신론은 매우 (존재하는 설명 중 가장) 단순한 설명인데 반해 유물론은 매우 복잡할 뿐 아니라 설명할 수 없는 영역을 갖고 있음을 지적한다. 그에게 있어서 신의 존재는 모든 설명이 멈추는 일종의 궁극적 설명이 된다.
우주론적 논증을 통해 스윈번은 우주 안에 있는 물체들이 지닌 규칙성으로부터 신 존재를 논증하며 그 물체들이 지닌 고도의 규칙적인 행동양식은 신 존재의 증거가 될 수 있음을 주장한다. 그리고 신의 존재가 인간의 존재를 설명할 수 있으며, 진화의 과정 중 어느 시점에서 동물의 육체에 영혼이 연결되었다는 가설을 제시하며 이 현상은 결코 과학적으로는 설명될 수 없으며 오히려 유신론이 그것을 설명할 수 있다고 주장한다. 스윈번은 그의 종교적 경험으로부터의 논증을 통해 '경신의 원칙'을 제시하면서 그런 경험을 해 본적이 있는 사람들이 그렇지 못한 사람들보다 영적으로 더 유리한 위치에 있으며 그런 경험의 실제성에 대한 입증의 책임은 전자보다는 후자 쪽에 있음을 역설한다.
특히 인간의 기본적 인식능력을 전제할 때 무언가에 관한 경험은 그 무언가가 실제로 존재할 때 더 가능성이 높은 것처럼 종교적 경험도 그 대상이 존재할 때 경험될 가능성이 더 높다는 점을 강조한다.

## 주요 도서
- Space and Time, 1968
- The Concept of Miracle, 1970,
- The Coherence of Theism, 1977 (new edition 2016) (part 1 of his trilogy on Theism)
- The Existence of God, 1979 (new edition 2004). (part 2 of his trilogy on Theism)
- Faith and Reason, 1981 (new edition 2005). (part 3 of his trilogy on Theism)
- The Evolution of the Soul, 1986, ISBN 0-19-823698-00-19-823698-0. (1997 edition online)
- Miracles, 1989
- Responsibility and Atonement, 1989 (part 1 of his tetralogy on Christian Doctrines)
- Revelation, 1991 (part 2 of his tetralogy on Christian Doctrines)
- The Christian God, 1994 (part 3 of his tetralogy on Christian Doctrines)
- Is There a God?, 1996, ISBN 0-19-823545-30-19-823545-3
- Simplicity as Evidence of Truth, The Aquinas Lecture, 1997
- Providence and the Problem of Evil, 1998 (part 4 of his tetralogy on Christian Doctrines)
- Epistemic Justification, 2001
- The Resurrection of God Incarnate, 2003
- Was Jesus God?, 2008
- Free Will and Modern Science, Ed. 2011, ISBN 978-0197264898978-0197264898
- Mind, Brain, and Free Will, 2013

### 영성관련 작품들
- Richard Swinburne, "The Vocation of a Natural Theologian," in Philosophers Who Believe, Kelly James Clark, ed. (Downers Grove: InterVarsity Press, 1993), pp. 179–202.

## 같이 보기
- 신정론
- Brown, Colin. Miracles and the Critical Mind. Exeter: Paternoster; Grand Rapids: Eerdmans 1984. 180-4.
- Chartier, Gary. "Richard Swinburne." Blackwell Companion to the Theologians. 2 vols. Ed. Ian Markham. Oxford: Blackwell 2009. 2: 467–74.
- Hick, John. "The religious ambiguity of the universe" (part 2 of) An Interpretation of Religion: Human Responses to the Transcendent (New Haven: Yale University Press 1989). This section offers a critique of Swinburne's probability theorem regarding the existence of God.
- Hick, John. "Salvation Through the Blood of Jesus" (a chapter in) The Metaphor of God Incarnate, (London: SCM 1993). This chapter includes a revised version of an academic article response to and critique of Swinburne's defence of the atonement in his book of that name.
- Parks, D. Mark. "Expecting the Christian Revelation: An Analysis and Critique of Richard Swinburne's Philosophical Defense of Propositional Revelation." PhD dissertation, Southwestern Baptist Theological Seminary 1995.
- Parsons, Keith M. God and the Burden of Proof: Plantinga, Swinburne, and the Analytic Defense of Theism. Buffalo: Prometheus 1989.
- Wolterstorff, Nicholas. Divine Discourse: Philosophical Reflections on the Claim that God Speaks. Cambridge: CUP 1995.